# Чоряккорондара
Чоряккорондара (тадж. Чоряккорондара) — село в районе Рудаки Республики Таджикистан. Входит в состав джамоата (сельской общины) Чоряккорон района Рудаки.
Находится недалеко от г. Душанбе, на расстоянии 22 км от райцентра (пгт. Сомониён) и 1 км от центра общины (село Чоряккорон).
Население — 2737 чел. (2017).